# أدب فنتازي

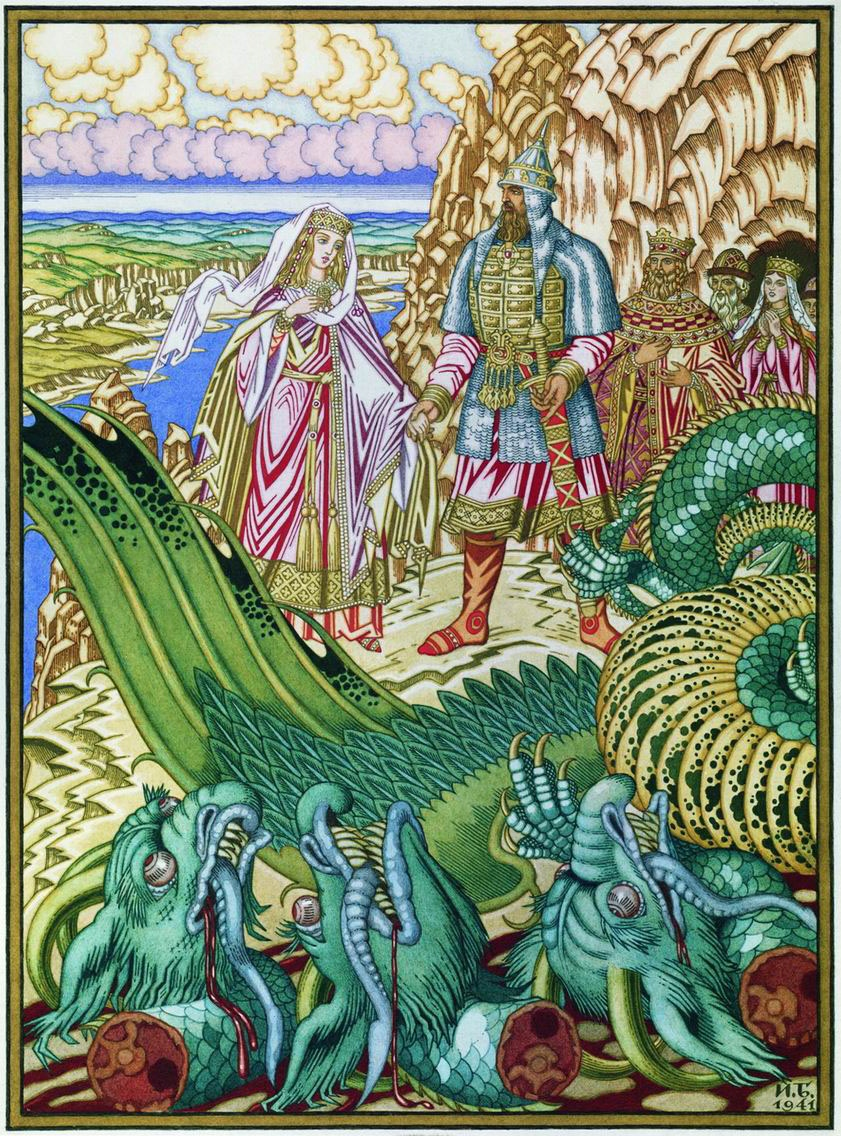

الأدب الفنتازي، أو الأدب العجائبي هو التردد الذي يصيب المتلقي الذي لا يعرف غير القوانين الطبيعية ويجد نفسه أمام وضع فوق طبيعي حسب الظاهر. فعندما نجد أنفسنا أمام ظاهرة غريبة يمكننا تفسيرها إما من خلال المسببات الطبيعية وإما فوق الطبيعية، لكن التردد بين هذه المسببات هو الذي يخلق هذا التأثير العجائبي.

## تأصيل
لقد عرفنا الأدب العجائبي و"الأدب الخارق" الذي يعتمد السحر من خلال قصص "ألف ليلة وليلة" والخيال العجائبي من خلال قصص الأطفال المشهورة، المستوحاة من التراث الدانمركي، للكاتب هانس كريستيان أندرسن (1805-1875). أما عبارة "العجائبي الواقعي" فقد استخدمت لأول مرة من قبل إدمون بيكارد عام 1887 وهو الذي طبقها على رواية الكاتب الفلمنكي البلجيكي فرانز هلنس" (1881-1972) التي تحمل عنوان" الخارج-عن- الرياح" عام 1910. وبعد ذلك تابع فرانز هلنس العمل في بداية القرن الماضي حول الأدب العجائبي، وكتب كتبا باللغة الفرنسية منها "العجائبي الواقعي"، "الواقعية العجائبية"، "الواقعية العجائبية الجديدة"، " أساليب وسيمات" وكتبا أخرى تتضمن روايات ومجموعات قصصية.
بعدما كان فرانز هلنس يتساءل إذا ما وجب اعتبار الأدب العجائبي جنسا أدبيا أم فقط أحد ميزات الأدب عمومًا. عاد ونفى ذلك ليعد الأدب العجائبي فقط نظرة، إحساسا، تخيلا؛ أما تودوروف فقد يوافقه الرأي إلى حد ما، كون عبارة «الأدب العجائبي» بالنسبة له تعود إلى نوع من الأدب أو بالأحرى إلى جنس أدبي. وقد خصص كتابا للإجابة على هذا السؤال بعنوان «مدخل إلى الأدب العجائبي». ووضع الأدب العجائبي بين جنسي الأدب الخارق والأدب الغريب.
في بداية القرن الماضي، وبعد أن رفض تصنيفه جنساً أدبياً، وضع الكاتب فرانز هلنس في كتابه بعنوان «العجائبية الواقعية» وجهتين للأدب ألعجائبي: الأولى خارجية والثانية داخلية.
فيما يخص الفنتازية الخارجية، يستمد الكاتب شخصياته من بين «الكائنات الوسيطة». فأعمال هوفمان، بو، شميزو، غريم، سلمى لاغرلوف تنتمي بالأخص إلى هذه الفئة. وفي هذا المضمار يضيف إدمون جَلو الثيمة المتداولة في الأدب العجائبي الخارجي عند الإنجليز والألمان. فالأدب العجائبي الخارجي الأنجلو- سكسوني تهيمن عليه الأشباح، والبيوت المسكونة، والتواصل مع الأرواح وكل أنواع التنبؤات. أما الأدب العجائبي عند الألمان فالسحر يحتل المرتبة الأولى، إضافة إلى الأقزام والجن والأرواح وحوريات البحر والمشعوذين. بمعنى أن كل هذه الكائنات تلعب دور الوسيط. في هذه الحالة، الأمر يخص عنصرا روحانيا يؤمن بالروح وبعثها في الآخر. هكذا يبدو أن الأدب العجائبي الخارجي الأنجلو-سكسوني ذو طابع ديني، والأدب العجائبي الألماني ذو طابع بدائي.
أما الفنتازية الداخلية، حسب فرانس هلنس، فهو نتاج روح شعرية. هنا الشخصية الرئيسة هو الكاتب نفسه: فشخصيته تتعدد، تتضاعف، تتحول، تمتزج مع المادة أو العنصر. فالأدب العجائبي شاعري في الأساس ويكمن مصدر الإلهام في الخيال العاطفي الانفعالي.
الشخصيات المبتكرة من قبل الكاتب في هذه الفئة هي ابتكارات وجدانية خالصة. فهذه الشخصيات هي الكاتب نفسه في مظاهره المتعددة. فهو لم ينقل الواقع مع كل عناصره المرئية والطبيعية إلى مستوى فوق طبيعي، لكنه يجعل هذا الواقع يتحول، ويدمج مع فوق الطبيعي. ومن بين كتاب الأدب العجائبي الداخلي نجد إميرسن، هولدلين وجن بول وعمومًا كل المتصوفين. فمثلا عند أفضل وأشهر كتاب الأدب العجائبي، إدغار بو (1809-1849) وأرنست هوفمان (1776-1822)، نجد أن هاتين الوجهتين؛ أي الأدب العجائبي الداخلي والخارجي يتداخلان ويمتزجان مع بعضهما. وهذا ما سنراه في قراءتنا بالتتالي لبعض القصص لإدغار بو وأحمد المديني وإبراهيم أحمد.

## الأدب العجائبي الخارجي
يعد ارنست هوفمان وإدغار آلان بو من أهم الكتاب الذين كتبوا قصصا في الأدب العجائبي. لكن الفرق بين شخصيات كل منهما هو أن شخصيات إدغار بو هي «أموات بهذا العالم» حسب عبارة«وليام ولسن» (اسم بطل قصة بو ويحمل عنوانها) أما شخصيات هوفمان فهي مخلوقات تجري دماء الحياة في عروقها. من قصص إدغار بو في كتابه «قصص رائعة»، نستعرض ثلاث قصص بالعناوين التالية «إليونرٙ»، «موغلا» و«ليجيا».
يستهل إدغار بو قصته «إليونرٙ» بملاحظة مثيرة بقوله إن«حلم اليقظة يمكًن الحالم من أن يحصل على معرفة آلاف الأشياء أكثر من الذي يحلم وهو نائم». ويبدأ الراوي وهو الشخصية الرئيسة قصته مستعملا الضمير المتكلم «أنا». يقسِم بذلك حياته إلى ظرفين زمنيين مختلفين. فترة زمنية واضحة الملامح التي تشكّل الجزء الأول من حياته ويجعل القارئ يتريث لسماع الفترة الزمنية الثانية التي تهيمن عليها الشكوك والظلمات. حيث يزعم أنه مجنون وأن ذاكرته ربما تخونه عند سرد قصته. فحبيبة الراوي التي تزوجها فيما بعد تسمى إليونر وهي الابنة الوحيدة لخالته الوحيدة. فبعد مرور «خمسة عشر عاما من العيش يداً في يد»، أحست إليونر يوما «بأصبع الموت يوضع على صدرها». طلبت من حبيبها أن يعدها بألا يرتبط أبدا بأي فتاة بعد موتها. وكان لها ذلك. مرت الأيام وانتقل الراوي من الوادي الذي كان يقطنه مع حبيبته إلى مكان آخر. صادف أن التقى بفتاة جميلة تدعى اغمنغارد. نسي الراوي وعده واللعنة التي ستلحق به وتزوج اغمنغارد. لكن إلينور التي كانت دائما تزوره في وحدته وترافقه في خلوته وتملأ الجو بعطرها وحسها توقفت عن زيارته فجأة. وهنا بدأت الوساوس تدب في داخله. بينما هو في سكون أحد الليالي ولمرة واحدة، وإذا بتنهدات لطيفة كانت قد فارقته فترة من الزمن تتسلل من خلال فتحات شباكه وتتحول إلى صوت عذب ومألوف لديه يقول له: «نم في سلام!» ويذكره بوعوده لإلينور وبالحساب الذي ينتظره في السماء. وتكون بذلك نهاية لبداية حياة جديدة. يضيف شاغل بودلير، في نهاية هذه القصة، وهو الذي قام بترجمة قصص كتاب إدغار بو المعنون «قصص رائعة»؛ إن الشاعر بو كان أيضا متزوجا من الابنة الوحيدة لخالته وكان ينوي الزواج مرة ثانية بعد أن فقدها. وما كتابة هذه القصة إلا تأكيد للقيمة المعنوية لهذا الموضوع عنده.
أما قصتا «موغلا» و«ليجيا» فتدوران كذلك حول الفكرة نفسها: تتضمنان أحد مقومات الأدب العجائبي الداخلي والقاسم المشترك في هذه القصص الثلاث هو اعتمادها في الأساس على حلم اليقظة. لكن ثيمة الوسوسة، اللعنة، والقرين والانبعاث المستمدة من الأساطير تجعل هذه القصص تنتمي كذلك إلى العجائبي الخارجي. ففي قصة «إليونر» و«موغلا» نجد مثلا دوام الروح في أجسام مختلفة. أما في قصة «ليجيا» فتصور لنا انتصار الإرادة على الموت.
فالكاتب في قصة «ليجيا» يسرد حكايته في الواقع اليومي العادي؛ أحداث طبيعية يرويها لنا راو طبيعي. فقط بعد وفاة حبيبته بدأ يكتشف هويتها الفيزيائية والمعنوية. السيدة ليجيا، كما يسميها، ماتت لكنها ما تزال تعيش بداخله وفي وعيه الثاني. وهو جالس أمام سرير موت زوجته الثانية «روينا» وإذا به يسمع صوت بكاء نابع من السرير ويبدو له، لا، بل إنه متأكد انه رأى ولاحظ أن وجنتي ليجيا احمرتا، ثم قام بترطيب شفتيها بقطرات خمر. لكن مع الأسف لم تكن إلا قطرات الموت. فملامح الموت ما زالت بادية على وجهها. وفي رؤية ثانية وهو ما زال جالسا بجانب فراش موت زوجته روينا، رأى بأم عينيه ليجيا تقوم من سريرها، تكشف الكفن عن وجهها وتقترب منه. وينسدل شعرها الطويل الأسود اللون في أرجاء الغرفة وتفتح عينيها. إنه ما يزال يرى زوجته ليجيا بشعرها الأسود بدل الشعر الأشقر لزوجته روينا. فالراوي يرفض عودة ليجيا إلى الحياة إلى أن تبددت شكوكه وأصبح الشك غير ممكن. فهو يعرف أن ليجيا تحب الحياة لذلك شهد عودتها إلى الحياة في جسم ضرتها. فكرهه لزوجته روينا يجعله يستعيد ذكرى زوجته ليجيا. ولكي يجد تفسيرا عقلانيا لما يحدث معه يحاول أن يبرر هلوسته من خلال تأثير الأفيون عليه.
أما في قصة «موغلا»، فإن الكاتب- الراوي المعجب بجمال موغلا الخارق دون أن يحبها، اكتشف أنها تقترب من الموت شيئا فشيئا. لكن من كثرة إعجابه بها وإشفاقه عليها تمنى موتها بأسرع ما يمكن. إنها تعرف أنه لا يحبها. وهي على فراش الموت، قالت له إنه سيحبها في «الموت إلى الأبد». وضعت موغلا فتاة تشبهها تماما قبل موتها . فمن شدة الدهشة والإعجاب بهذا التشابه العجيب والجمال الرهيب، لم يستطع الأب أن يسمي طفلته. لكن عند تعميدها همس في أذن القس: «موغلا». فسمع صوت طفلته يرد عليه: «أنا هنا». لكن شاءت الظروف أن يخطف الموت أيضا ابنته، موغلا الشبيهة. وعند دفنها مع أمها، بقي الأب، الشخصية الرئيسة، أمام قبر الأم المفتوح مذهولا، لقد وجده فارغا. وإذا بنفس الصوت يهمس له من داخل القبر:«أنا هنا».
هكذا بدأ الكاتب، الشخصية الرئيسة، قصصه الثلاث بسرد عادي وطبيعي لحياته ثم انتقل إلى ذروة القصة، إلى حدث فوق الطبيعي ثم يعود بالمتلقي إلى محاولة إيجاد تفسير عقلاني لما حدث. ففي قصتي «موغلا» و«ليجيا» يشك الراوي-الشخصية الرئيسة في شهادة حواسه ويتردد فيما يسمع ويرى. أهو يقظ أم في حلم؟ ونلمس في هاتين الحكايتين تأثير الحركة الرومانسية الألمانية الرائجة في ذلك الوقت. علما أن اهتمامات إدغار بو قريبة جدا من اهتمامات هوفمان وتييري ونوفاليس فيما يخص فكرته عن الطبيعة، الجانب المظلم للأشياء وتبني ثيمة القرين، الموتى، التناسخ والتقمص والوسواس. ونرى تأثر بو بالأدب ألعجائبي الألماني واضحاً كذلك في قصته موغلا. فالراوي-الشخصية الرئيسة كان يشاركها قراءاتها. البطلة موغلا كانت مولعة «بقراءات صوفية وبالأدب الألماني.»

## الرواية العجائبية
إذا كانت الرواية الواقعية والطبيعية تتميزان بكونهما تحاكيان الواقع بطريقة مباشرة أو غير مباشرة من خلال التشخيص الفني والتخييل البلاغي، فإن الرواية العجائبية تتميز بتتجاوزها الواقع والمنطق، لتنتظم في اللاواقع واللاعقل، وذلك من خلال عنصري التعجيب والتغريب. وصارت هاتان الخاصيتان من تجليات التحديث في الرواية الغربية والعربية ومن مظاهر الإبداع الفني الروائي والقصصي.
ويمكن التمييز بين نمطين من الرواية العجائبية:
فهناك الرواية العجائبية التقليدية كما نجدها عند بلزاك وميريمي وهوغو وفلوبير وموباسان في القرن التاسع عشر الميلادي. وهناك الرواية العجائبية الجديدة التي ظهرت في القرن العشرين مع رواية المسخ لكافكا والأنف لگوگول حيث ينعدم التردد والدهشة وتصبح الأمور فوق الطبيعية عادية لا تثير فينا الاستغراب

### مفهوم العجائبية
تتفق بعض التعريفات التي تناولت الأصناف الأدبية، أن جنس العجائبية أفرزته نزعة إنسانية، قوامها ابتكار ما هو عجيب، وخارج عن المألوف المتداول في الرواية والقصة القصيرة.
بعض المصادر تعد أن " العجيب هو ما يكسر المألوف، ويتجاوز الممكن، ليخترق المستحيل، ويحقق ما لا يمكن تحقيقه، محدثاً بذلك حالة من الدهشة، معتمداً على الابتكار الذي يقيم علاقات غير متوقعة وغير ممكنة بين الأشياء، والعجيب هو من نتاج خيال عفوي بسيط أقرب إلى السذاجة، وهو خيال مصدق كأنه حقيقة واقعة، ومصدره روح شعبية، وغالباً ما يأتي لتحقيق الخلاص عندما تنعدم كل الحيل وتنقطع كل السبل، وهو تعبير عن قهر داخلي أو حرمان وقمع، أو محض انطلاق خيالي لتحقيق المتعة الفنية، وكلما كان موغلاً في اختراق المستحيل كان أكثر تأثيراً، ولعل مرجع العجائبية إلى رغبات أولية غير مشبعة لدى الإنسان، فهو من خلال العجائبية يحقق كثيراً من الرغبات المستحيلة، والعجائبية تظهر في أشكال كثيرة من الإبداع منها الحكايات الشعبية.

### تجليات العجائبي
لأخذ فكرة عن جنس الرواية العجائبية، يمكن اعتماد مداخل أو عتبات دالة، نخص منها عتبة التجليات في المتن السردي. في هذا الإطار يقول الباحث حسين علام " إن انتماء الرواية إلى العجائبي تتأتى من كيفية تجليه في النص، ما يستدعي البحث في المفهوم الأدبي للعجائبي من قبل الباحث بوصف هذا العجائبي بنية بلاغية تصنع لغة النص وتتراءى فيه باعتباره مظهرا تركيبيا، الأمر الذي يجعله يعمل على الكشف عن العجائبي في الرواية من خلال تحديد العجائبي عبر مقارنته مع مفهوم مجاور له هو العجيب نظرا إلى التشابه في الوظائف، لقد عمل على عرض هذه المفاهيم كما شاعت في الغرب وتحديد الآثار العالمية الممثلة لذلك الجنس بوصفه رؤية للوجود وليس باعتباره وظيفة جمالية. كذلك حاول الكشف عنه في الثقافة العربية التي شكل فيها العجائبي الديني والشعبي رافدين للعجائبي في العصر الحديث بصورة أصبح فيها عند الروائيين العرب الجدد وسيلة للتعبير عن هموم المجتمع الحديث.
ويبيِّن الباحث أن انتماء الرواية إلى العجائبي تأتي من كيفية تجليه في النص، ما يستدعي منه البحث في المفهوم الأدبي للعجائبي بوصفه بنية بلاغية تصنع لغة النص وتتراءى فيه، باعتباره مظهرا تركيبيا، فيعمل على الكشف عن العجائبي في الرواية من خلال تحديد العجائبي من خلال مقارنته مع مفهوم مجاور له هو العجيب نظرا للتشابه في الوظائف بينهما. وقد لجأ إلى عرض هذه المفاهيم في الغرب كما تجلت في أهم الآثار الأدبية الممثلة لهذا الجنس بوصفه يقدم رؤية للوجود، وليس باعتباره وظيفة جمالية. كما يعرض له في الثقافة العربية التي شكل فيها العجيب الديني والشعبي رافدين للعجائبي في العصر الحديث بصورة أصبح فيها عند الروائيين العرب الجدد وسيلة للتعبير عن هموم المجتمع العربي الحديث.

### إصدارات عربية في الأدب الفنتازي
- “الرواية العجائبية في الأدب المغربي الحديث”، للناقد خالد التوزاني 
- «ذات الرماد»، عزيز أمعي
- «وريخة»، عزيز أمعي 
- رواية «وقائع حارة الزعفران»، جمال الغيطاني
- رواية " تلك الرائحة" لمؤلفها "صنع الله إبراهيم
- رواية «الحوات والقصر»، الطاهر وطار 
-«عين الفرس»، الميلودي شغموم
- «الغريب»، ألبير كامو 